# みなみ子宝温泉駅
みなみ子宝温泉駅（みなみこだからおんせんえき）は、岐阜県郡上市美並町大原にある、長良川鉄道越美南線の駅である。駅番号は18。2002年度（平成14年度）、中部の駅百選の一つに選ばれている。

## 歴史
2002年（平成14年）4月4日に開業した。当時の美並村が運営していた温泉施設「日本まん真ん中温泉 子宝の湯」（1997年12月開湯。当初はプレハブ小屋の露天風呂）を改装する際、新温泉棟と一体化した駅の建設を美並村が要望して開設された。請願駅であるため建設費は美並村が全額負担した。
原油や電気代の高騰とコロナ禍による来場者数の半減が影響し、2024年（令和6年）9月29日で「子宝の湯」は営業を終了した。郡上市役所は公営での再開を断念し、運営を希望する事業者があれば貸し付ける方針である。美並町内の経営者6人が出資し、民間の新会社を設立して2025年（令和7年）9月以降の再開を目指すとしており、施設名は改称する予定である。

## 駅構造

### のりば
単式ホーム1面1線を有する地上駅。出入口は2か所あり、温泉施設に直結するホーム中央付近の出入口がある他、ホーム美濃太田駅寄り端には、駅構外へ通じる出入口がある。
なお、温泉施設内は土足禁止のため、温泉施設側の出入口から駅を出た場合は、施設内に入ってから履物を脱ぐ必要があった。

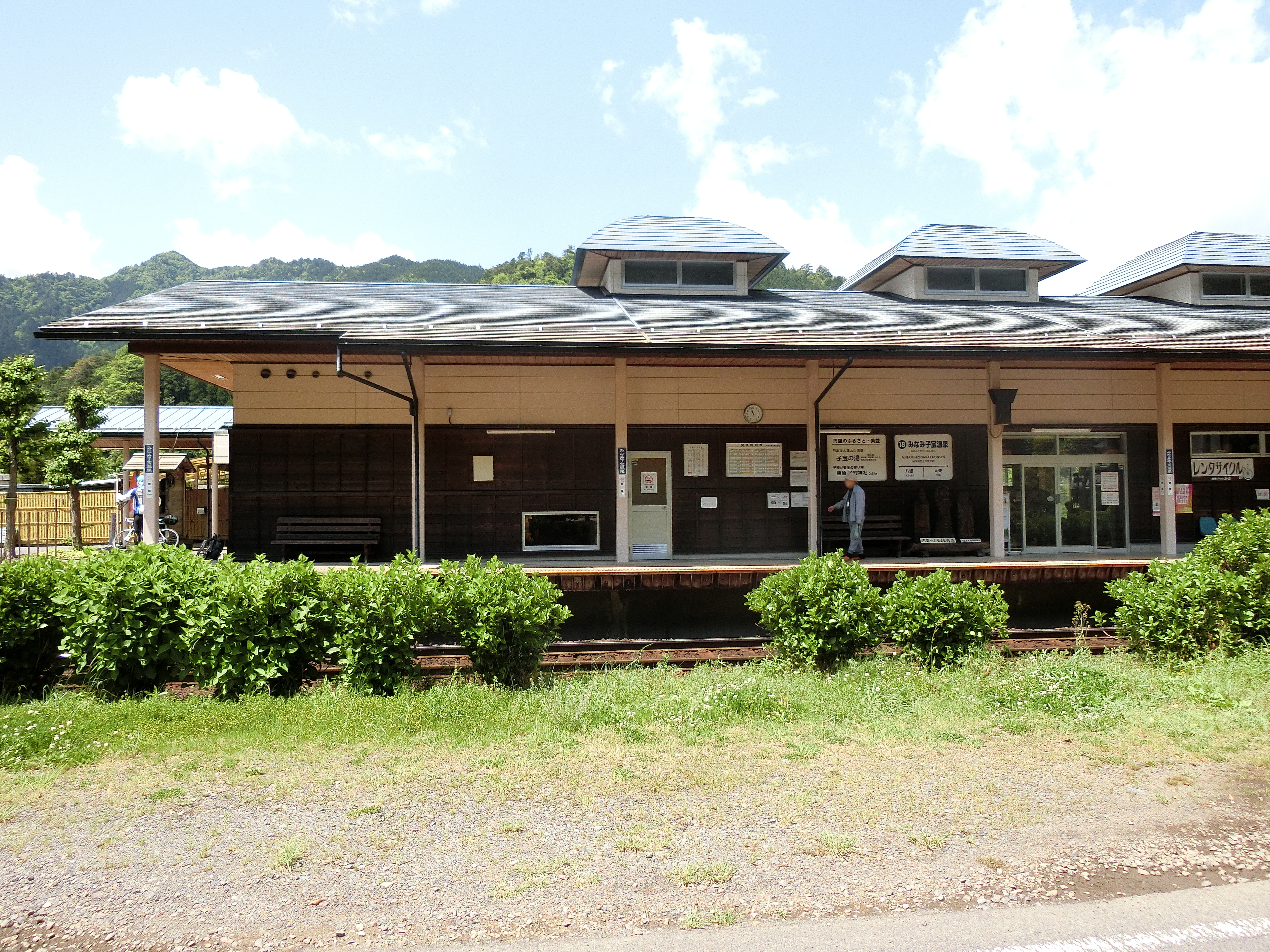
側面（2018年5月）
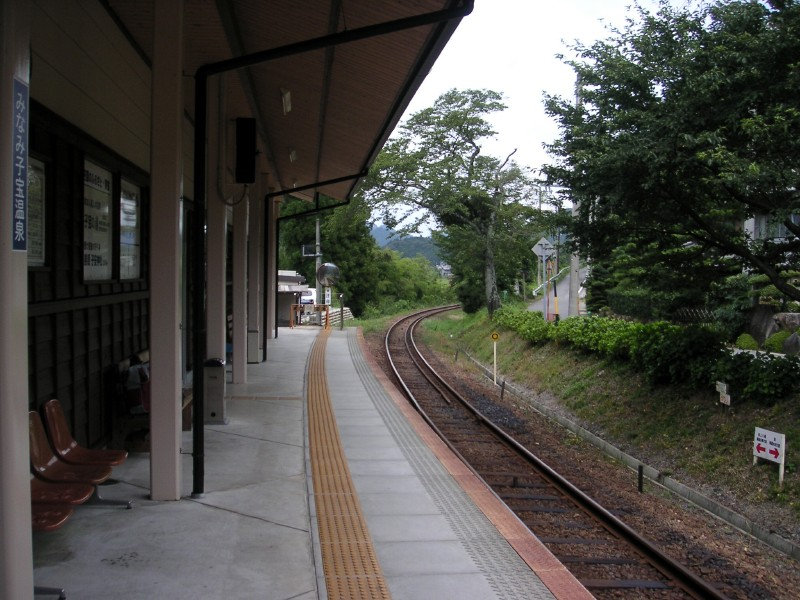
ホーム（2005年8月）

### 日本まん真ん中温泉 子宝の湯
駅に併設していた温泉施設。先述のように2024年（令和6年）9月29日で営業を終了した。
内風呂・露天風呂と槇風呂または釜風呂を有するが、槇風呂と釜風呂を同日に入浴することは不可だった。なお、お風呂（男湯・女湯）の入替えは1週間ごとに行われる。
長良川鉄道を利用して訪れると、降車時に運転士から当日限り有効の降車証明書を貰え、これをフロント係員に渡すと、割引入浴料300円（小学生は100円）で入浴することができた。なお、温泉施設の駅ホームへ通じる玄関付近には3灯式の鉄道信号機が設置されており、列車到着までのおおよその時間を知らせていた。

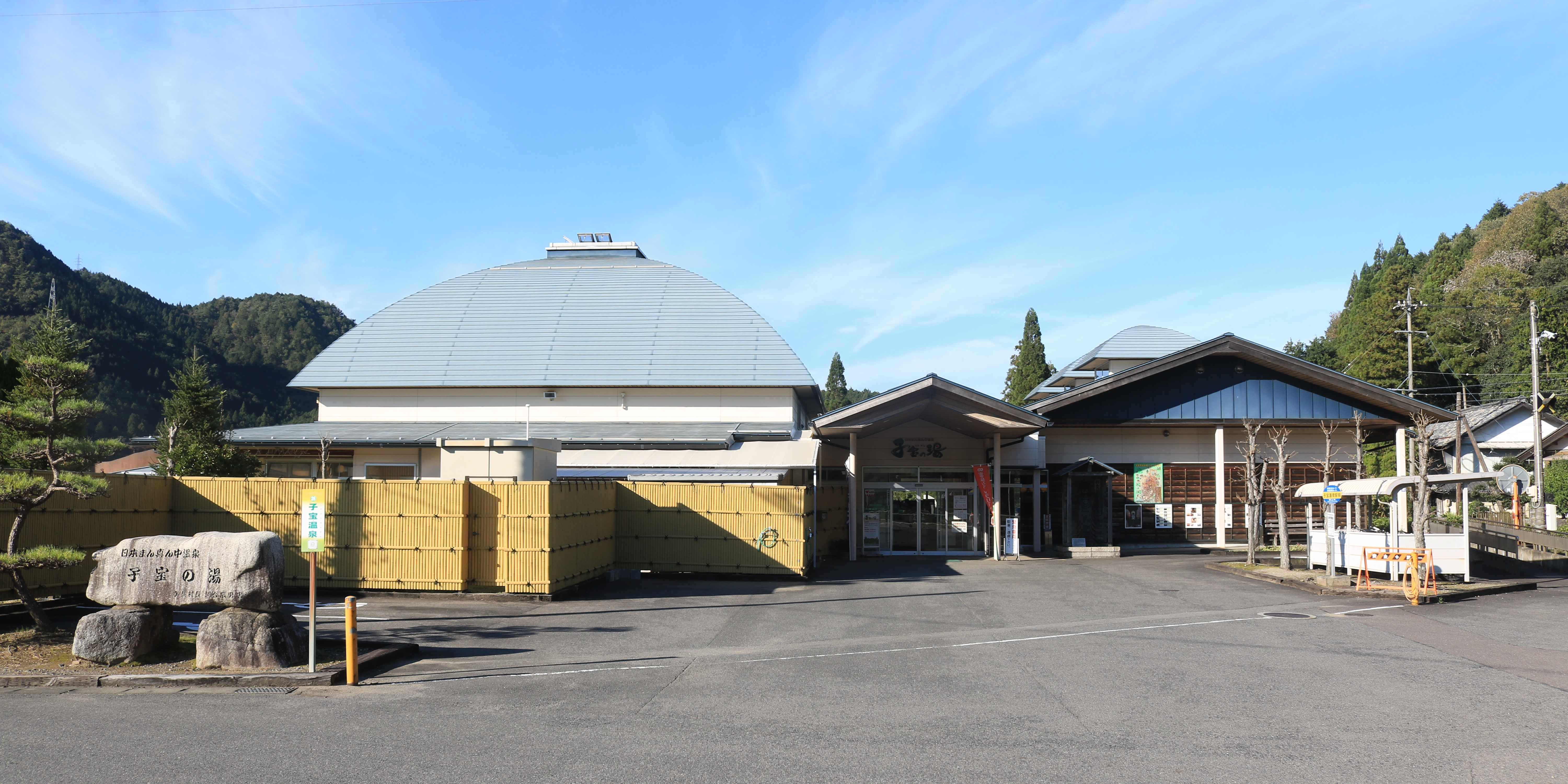
日本まん真ん中温泉 子宝の湯 （2017年11月）
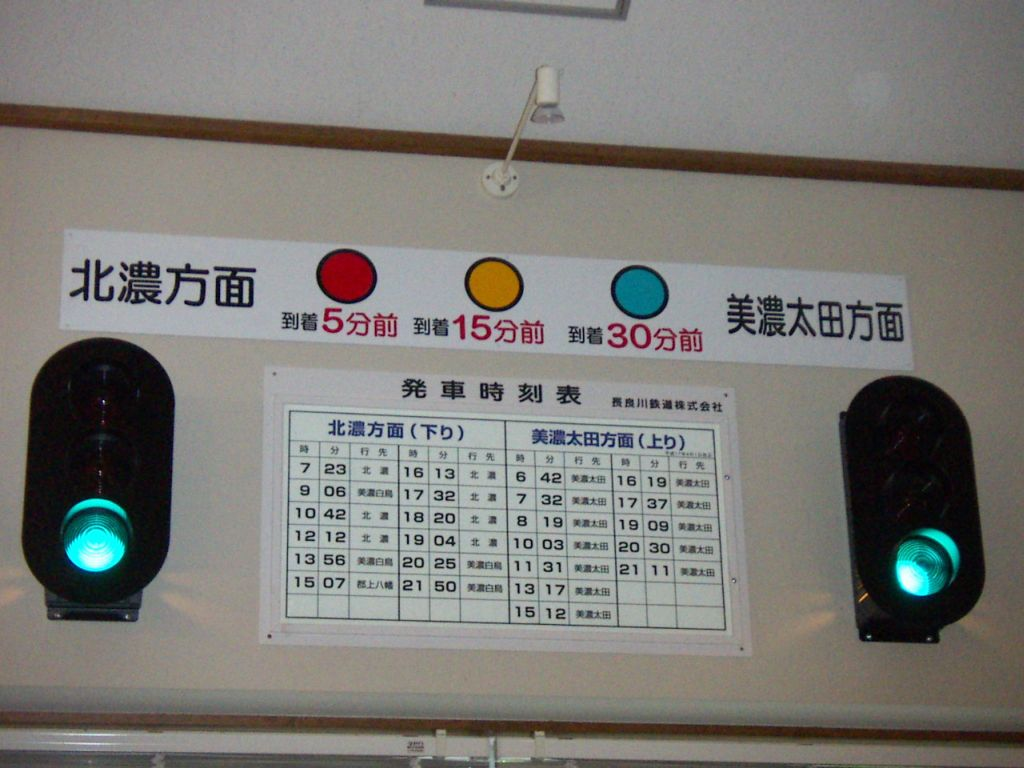
子宝の湯にある信号機 （温泉施設利用者に列車到着までの残り時間を示している）

### 駅スタンプ
長良川鉄道では、国鉄時代の「わたしの旅キャンペーン」の駅スタンプを復刻したスタンプラリーと1日乗車券のセットを2022年（令和4年）から発売（発売額は通常の1日乗車券と同額）している。当初はこの駅にはスタンプは設置されていなかったが、2年目となる翌年夏からこの駅にも追加で設置され、子宝の湯のフロントで押印可能。ただし、子宝の湯休館日は郡上八幡駅で押印することとなる。

## 利用状況
| 年度               | 1日平均乗車人員 |
| ------------------ | --------------- |
| 2011年（平成23年） | 13              |
| 2012年（平成24年） | 19              |
| 2013年（平成25年） | 11              |
| 2014年（平成26年） | 19              |
| 2015年（平成27年） | 23              |

## 駅周辺
駅東側の線路沿いを岐阜県道324号白山美濃線が通る。長良川は駅西側を流れており、その対岸を国道156号が通る。しかし、当駅から国道へ向かうための橋は架けられていない。
川の駅373が「日本まん真ん中温泉 子宝の湯」に隣接している。

## バス路線
駅前に郡上市自主運行バス「みなみ子宝温泉駅」停留所があり、以下の路線が発着する。
- 美並南ルート[11]
  - 美並庁舎前行・さつき苑行

## 隣の駅
長良川鉄道
■越美南線
八坂駅（17） - みなみ子宝温泉駅（18） - 大矢駅（19）